# Cryptoblepharus ater
Espèce
Synonymes
- Ablepharus boutonii var. atra Boettger, 1913

Statut de conservation UICN

 DD  : Données insuffisantes
Cryptoblepharus ater est une espèce de sauriens de la famille des Scincidae.

## Répartition
Cette espèce est endémique de la Grande Comore dans les Comores.

## Publication originale
- Boettger, 1913 : Reptilien und Amphibien von Madagascar, den Inseln und dem Festland Ostafrikas. in Voeltzkow, Reise in Ost-Afrika in den Jahren 1903-1905 mit Mitteln der Hermann und Elise geb. Heckmann-Wentzel-Stiftung. Wissenschaftliche Ergebnisse. Systematischen Arbeiten. vol. 3, no 4, p. 269-376 (texte intégral).